# Калиничев, Василий Петрович
Василий Петрович Калиничев — советский государственный и хозяйственный деятель, Почётный железнодорожник СССР. Кандидат технических наук.

## Биография
Родился в 1926 году в селе Каравай. Член КПСС.
Начал трудовую деятельность в 1942 году рабочим Кемеровского коксохимического завода.
На железнодорожном транспорте после окончания в 1949 году Новосибирского института военных инженеров транспорта трудился дежурным по станции Кузнецк Куйбышевской железной дороги. Затем работал начальником станции Пенза-3, начальником отдела движения — заместителем начальника Пензенского отделения, заместителем начальника Рузаевского отделения, первым заместителем начальника Ашхабадской дороги, заместителем начальника Среднеазиатской дороги, начальником Забайкальской дороги, начальником Дирекции строительства БАМа, начальником Главного управления метрополитенов, работал заместителем министра путей сообщения, был членом коллегии МПС СССР.
Делегат XXIII и XXIV съездов КПСС.
Умер в Москве в 2013 году.